# Parthenodes nymphulalis
Parthenodes nymphulalis là một loài bướm đêm trong họ Crambidae.